# Bergschule (Fachschule)

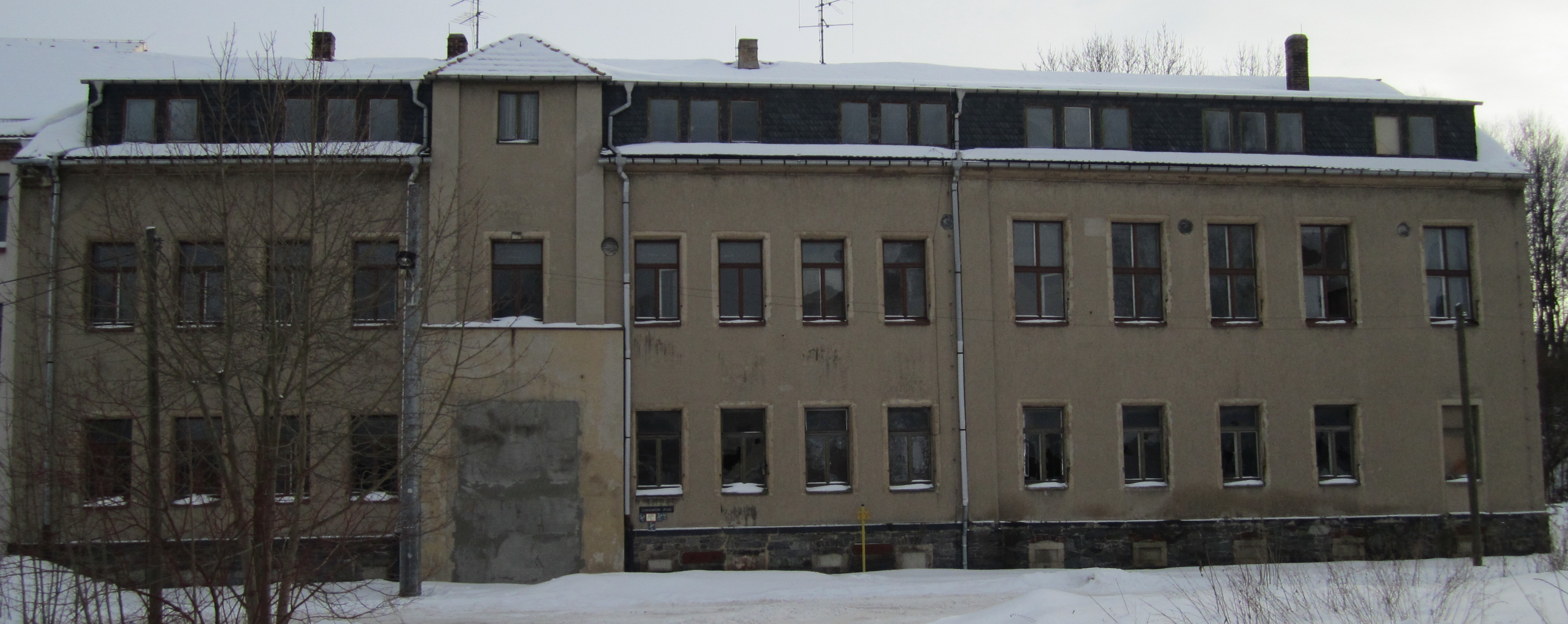
Das erste Gebäude der Bergschule Zwickau.

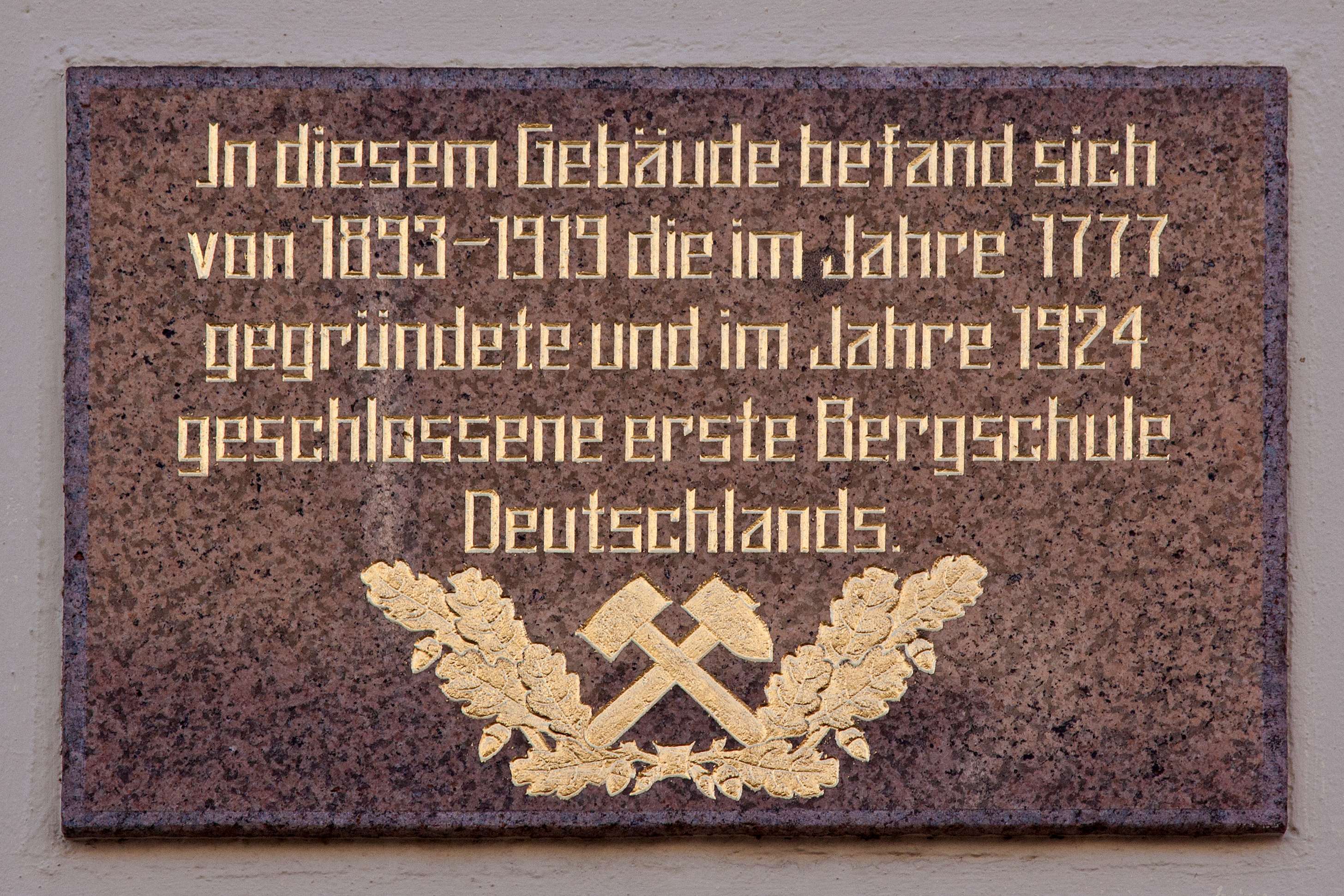
Gedenktafel an der ehemaligen Bergschule in Freiberg

Eine Bergschule ist eine Bildungseinrichtung für technische Grubenbeamte, wie z. B. Steiger.
Im Gegensatz zu einer Bergakademie handelte es sich um eine Fachschule.

## Geschichtliche Entwicklung
Bereits in der Frühphase der Industrialisierung in Deutschland wurde das gehobene Führungspersonal für den Bergbau in einer eigenen Schule (Bergschule) ausgebildet. Vorrangiges Ziel war die Vermittlung eines breiten technischen Basiswissens, um die vielfältigen Aufgaben unter Tage fachgerecht durchführen zu können. Sie wurde im Westen 1963 durch die staatliche Ingenieurschule für Bergwesen ersetzt. Der Ausbildung an einer Bergschule dauerte in der Regel zwei Jahre und war mit praktischer Arbeit in einem Bergwerk verbunden.
Da früher die Schulbildung vieler Bergleute für einen Besuch der Bergschule nicht ausreichend war, wurden zu Beginn des 20. Jahrhunderts vielfach Vorbergschulen oder Bergvorschulen eingerichtet, um die Bergleute in ihrer Grundbildung auf den Besuch einer Bergschule vorzubereiten („Fachtheoretische Überhöhung“).

## Bergschulen
Bekannte Bergschulen waren oder sind:
- Bergschule St. Joachimsthal, Böhmen (1716–1733)[1]
- Berg- und Hüttenschule Clausthal-Zellerfeld (1775–1998), seit 1998 Fachschule für Wirtschaft und Technik Clausthal-Zellerfeld
- Bergschule Freiberg in Sachsen (seit 1777)
- Königlich freie Bergschule zu Steben (1793)
- Bergschule Johanngeorgenstadt (1784–1856)
- Bergschule Eisleben (1798)
- Bergschule Tarnowitz, Oberschlesien (1803)
- Bergschule Königshütte (1803)
- Bergschule Essen (1808–1864)
- Bergschule Saarbrücken (1816)
- Bergschule Bochum, (1816 bis heute); hieraus haben sich 1963 die TH Georg Agricola und 1964 die Bergfachschule, heute Berufskolleg-Fachschule der RAG Bildung entwickelt.
- Bergschule Siegen (1818–1967)
- Bergschule Waldenburg, Niederschlesien (1838)
- Bergschule Düren (1857–1867)
- Bergschule Zwickau, Sachsen (13. Oktober 1862–23. September 1965), 1949–1965 Bergingenieurschule Georgius Agricola; aktuell: Westsächsische Hochschule Zwickau
- Bergschule Miesbach (1872–1882)
- Bergschule Göttelborn (1887)
- Bergschule Peiskretscham, Oberschlesien
- Rheinische Braunkohlenbergschule Frechen

Die Absolventen des Betriebsführerlehrganges einer deutschen Bergschule dürfen nach §1 des Ingenieurgesetzes aller Bundesländer die Berufsbezeichnung Ingenieur führen.